# دونالد غرانت (لاعب كرة قدم)
دونالد غرانت (بالإنجليزية: Donald Grant)‏ هو لاعب كرة قدم بريطاني، ولد في 30 ديسمبر 1892 في ميانمار، وتوفي في 8 ديسمبر 1962 في سان فرانسيسكو في الولايات المتحدة.